# Juana García González
Juana García González fue una patriota argentina, es considerada una de las Patricias Argentinas.

## Biografía
Juana García González nació en la ciudad de Buenos Aires, Virreinato del Río de la Plata, en el año 1792. Contrajo matrimonio con el general Manuel Guillermo Pinto y "fue, como su compañero, apreciadísima por su moderación, cultura y patriotismo".
Apoyó desde un comienzo la Revolución de Mayo y contribuyó decididamente al esfuerzo de los primeros años de la guerra de Independencia Argentina desde el momento mismo de la organización de las Expediciones Auxiliadoras al Alto Perú.
Una de sus hijas, Rita Manuela Pinto García, casó con Luis José Molina y González de Noriega, hacendado de la provincia de Santa Fe y en segundas nupcias con Juan Bernabé Molina y González de Noriega, hermano de aquel. Otra hija, Juana Rita Pinto García, fue suegra de Enrique O'Gorman, hermano de Camila O'Gorman.
Falleció el 21 de agosto de 1868 a los 76 años de edad.